# Pyutar
Pyutar – gaun wikas samiti w środkowej części Nepalu w strefie Bagmati w dystrykcie Lalitpur. Według nepalskiego spisu powszechnego z 2001 roku liczył on 326 gospodarstw domowych i 1903 mieszkańców (918 kobiet i 985 mężczyzn).